# Chilarchaea quellon
Chilarchaea quellon är en spindelart som beskrevs av Forster och Norman I. Platnick 1984. Chilarchaea quellon ingår i släktet Chilarchaea och familjen Mecysmaucheniidae. Inga underarter finns listade i Catalogue of Life.